# Earth Simulator

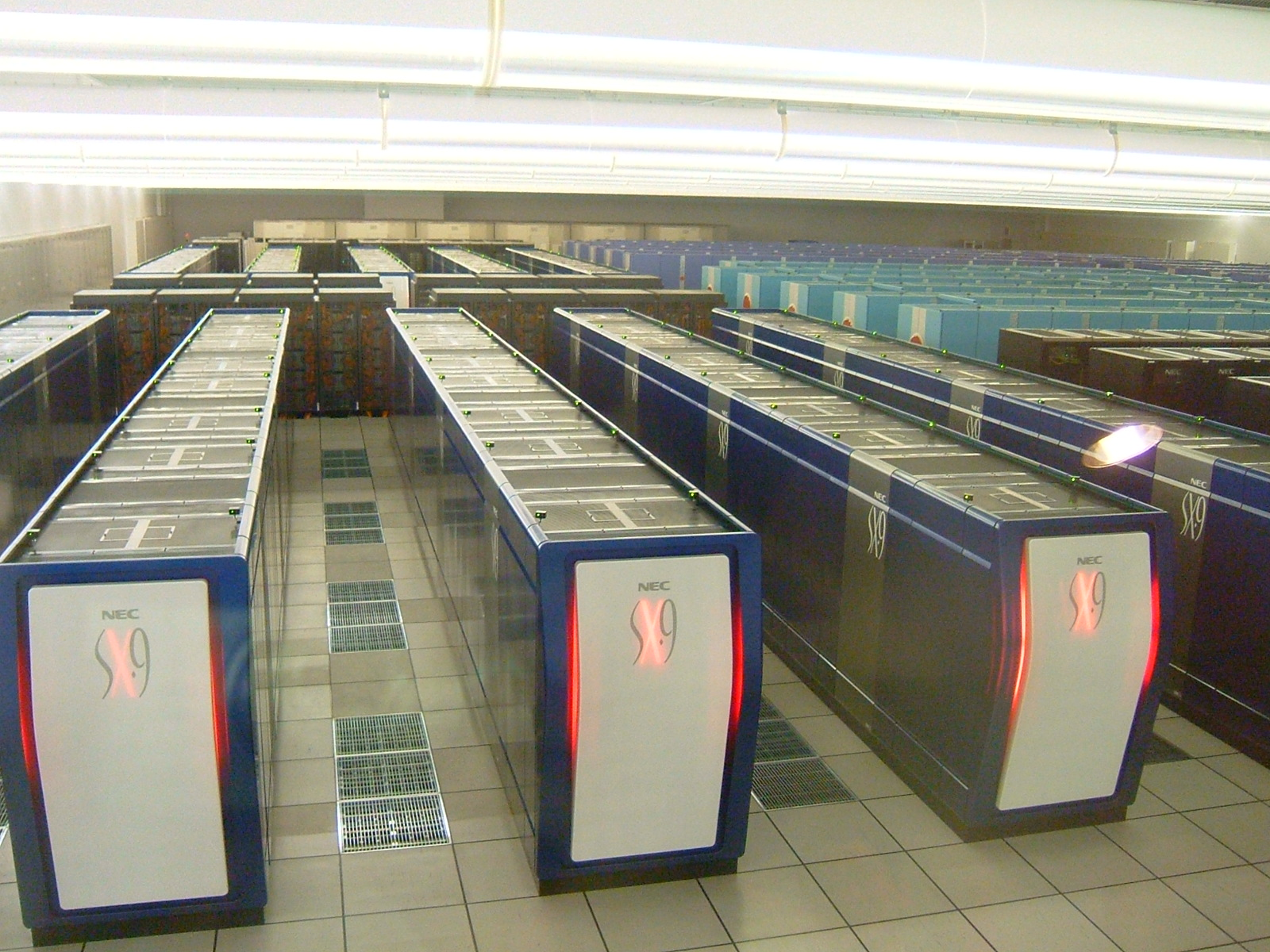
Earth simulator.

Earth Simulator (ES) är en superdator i Japan byggd speciellt för att utföra vädersimuleringar och göra väderprognoser. ES var världens snabbaste dator mellan 2002 och den 29 september 2004, då den passerades av IBM:s prototyp Blue Gene/L.
ES började utvecklades 1997 för NASDA, JAERI och JAMSTEC. Själva datorn påbörjades i oktober 1999 och byggdes av NEC Corporation, baserad på deras SX-6 processor. Den färdigställdes i februari 2002 och centret öppnade officiellt den 11 mars 2002. Den beräknade kostnaden uppgick till 7,2 miljarder yen.
ES klarar av 35,86 biljoner (35 860 000 000 000) flyttals-operationer i sekunden (35,86 TFLOPS).
Operativsystemet för ES är baserat på SUPER-UX.
En vanlig meteorolog kan berätta om vädret den närmaste veckan medan ES kan se på väderleken 50 år i framtiden.